# Éric Dorion
Éric Dorion, né le 24 juin 1970 à Drummondville, est un homme politique québécois. Il a été député à l'Assemblée nationale du Québec, représentant la circonscription de Nicolet-Yamaska après l'élection générale québécoise de 2007 sous la bannière de l'Action démocratique du Québec.

## Biographie
Éric Dorion suit une formation en comptabilité de Coopers, à Saint-Grégoire de 1994 à 1995. Il a également une formation en toxicomanie et en psychologie de l'Université du Québec à Trois-Rivières. De 1993 à 1994, il est restaurateur avant de devenir fondateur, puis président et directeur général du centre d'aide et de soutien à la réadaptation De l'autre coté de l'ombre à Sainte-Angèle-de-Laval et à Trois-Rivières de 1996 à 2007.
Il est élu député de l'Action démocratique du Québec dans Nicolet-Yamaska en 2007. Pendant son mandat, il est porte-parole de l'opposition officielle en matière de solidarité sociale en plus d'être membre de la Commission de l'éducation. À l'élection générale de 2008, il arrive troisième et laisse son siège au péquiste Jean-Martin Aussant.
Après sa carrière politique, il retourne à la direction du centre d'aide et de soutien à la réadaptation De l'autre côté de l'ombre en 2009.